# Hawaii Calls
Pour plus de détails, voir Fiche technique et Distribution.
Hawaii Calls est un film américain réalisé par Edward F. Cline, sorti en 1938.

## Synopsis
Afin de vivre une aventure, l'orphelin Billy Coulter s'embarque clandestinement sur un bateau de croisière à destination d'Hawaï. Même après avoir été découvert, son talent pour se faire de nouveaux amis lui permet de rester à bord.

## Fiche technique
- Titre : Hawaii Calls
- Réalisation : Edward F. Cline
- Scénario : Wanda Tuchock d'après le roman de Don Blanding (en)
- Photographie : Jack MacKenzie
- Montage : Arthur Hilton
- Musique : Hugo Riesenfeld
- Production : Sol Lesser
- Pays de production :  États-Unis
- Format : Noir et blanc - 1,37:1
- Genre : Drame et film musical
- Date de sortie : 1938

## Distribution
- Bobby Breen : Billy Coulter
- Ned Sparks : Strings
- Irvin S. Cobb : Capitaine O'Hare
- Gloria Holden : Mme Milburn
- Cy Kendall : le policier
- Herbert Rawlinson : Mr Harlow
- William Harrigan : Blake
- Juanita Quigley : Doris Milburn
- Donald Kirke : Regon
- Philip Ahn : Julius
- Ward Bond : Muller